# Gabriel Moscardo
Gabriel Silva Moscardo de Salles (* 28. září 2005) je brazilský profesionální fotbalista, který hraje na pozici defenzivního záložníka za klub Paris Saint-Germain FC.

## Klubová kariéra
Moscardo se narodil v Taubaté, v roce 2015 začal hrát za Atleta Cidadão a v roce 2017 se připojil k mládežnickému týmu Corinthians. V prvním týmu debutoval 28. června 2023, kdy nastoupil jako náhradník ve druhém poločase za Giuliana při domácím vítězství 3:0 nad Liverpoolem v Poháru osvoboditelů. Moscardo debutoval v Sérii A 2. července 2023, kdy nastoupil při domácí prohře 0:1 proti Red Bull Bragantino.

### Paris Saint-Germain
Dne 25. ledna 2024 podepsal Moscardo smlouvu na čtyři a půl roku s klubem Ligue 1 Paris Saint-Germain. Pařížané údajně zaplatili přestupovou částku 20 milionů eur.

#### Hostování v Corinthians
Po dohodě s Paris Saint-Germain byl Moscardo okamžitě zapůjčen zpět do Corinthians do června 2024.

## Reprezentační kariéra
V září 2023 byl Moscardo povolán do brazilského národního týmu do 23 let na sérii přátelských zápasů.

## Statistiky

### Klubové
Platí k zápasu hranému 16. června 2024.
| Klub              | Sezóna            | Liga              | Liga   | Liga | Národní pohár | Národní pohár | Kontinentální | Kontinentální | Ostatní | Ostatní | Celkově | Celkově |
| Klub              | Sezóna            | Soutěž            | Zápasy | Góly | Zápasy        | Góly          | Zápasy        | Góly          | Zápasy  | Góly    | Zápasy  | Góly    |
| ----------------- | ----------------- | ----------------- | ------ | ---- | ------------- | ------------- | ------------- | ------------- | ------- | ------- | ------- | ------- |
| Corinthians       | 2023              | Série A           | 18     | 1    | 2             | 0             | 5             | 0             | —       | —       | 25      | 1       |
| Corinthians       | 2024              | Série A           | 2      | 0    | 0             | 0             | 0             | 0             | —       | —       | 2       |         |
| Celkově v kariéře | Celkově v kariéře | Celkově v kariéře | 20     | 1    | 2             | 0             | 5             | 0             | 0       | 0       | 27      | 1       |